# Aleksandr Legkov
Aleksandr Gennadjevitsj Legkov (Russisch: Александр Геннадьевич Лёгков) (Krasnoarmeysk, 7 mei 1983) is een Russische langlaufer. Hij vertegenwoordigde zijn vaderland op de Olympische Winterspelen 2006 in Turijn en de Olympische Winterspelen 2010 in Vancouver.
Bij zijn derde deelname, aan de Olympische Winterspelen 2014 in Sotsji veroverde hij op de slotdag de olympische titel op de 50 kilometer.

## Carrière
Legkov maakte zijn wereldbekerdebuut in januari 2003 in Kavgolovo, elf maanden later scoorde hij in Toblach zijn eerste wereldbekerpunt. In november 2006 behaalde de Rus in Gällivare zijn eerste toptienklassering. In januari 2007 eindigde Legkov, achter Tobias Angerer, als tweede in de eerste editie van de Tour de Ski. Twee weken na afloop van de Tour de Ski boekte hij in Rybinsk zijn eerste wereldbekerzege, in het algemene wereldbekerklassement van het seizoen 2006/2007 eindigde de Rus op de tweede plaats.
Legkov nam viermaal deel aan de wereldkampioenschappen langlaufen. Zijn beste individuele resultaat behaalde hij tijdens de wereldkampioenschappen langlaufen 2009, vierde op de 30 kilometer achtervolging. Op de wereldkampioenschappen langlaufen 2007 in Sapporo sleepte hij samen met Jevgeni Dementjev, Nikolaj Pankratov en Vasili Rotsjev de zilveren medaille in de wacht.
Tijdens de Olympische Winterspelen van 2006 eindigde Legkov als twintigste op de 50 kilometer vrije stijl en zevenendertigste op de 30 kilometer achtervolging. Vier jaar later in Vancouver was zijn beste resultaat de vierde plaats op de 30 kilometer achtervolging, op de estafette eindigde hij samen met Nikolaj Pankratov, Petr Sedov en Maksim Vylegsjanin op de achtste plaats.

## Resultaten

### Olympische Winterspelen
| Jaar | Plaats    | Resultaten                                                                                      |
| ---- | --------- | ----------------------------------------------------------------------------------------------- |
| 2006 | Turijn    | 37e 30 km achtervolging 20e 50 km (vrije stijl)                                                 |
| 2010 | Vancouver | 15e 15 km (vrije stijl) 4e 30 km achtervolging 14e 50 km (klassieke stijl) 8e 4x10 km estafette |
| 2014 | Sotsji    | 50 km (vrije stijl)                                                                             |

### Wereldkampioenschappen
| Jaar | Plaats     | Resultaten                                                               |
| ---- | ---------- | ------------------------------------------------------------------------ |
| 2005 | Oberstdorf | 50e Sprint (klassieke stijl) 48e 15 km (vrije stijl)                     |
| 2007 | Sapporo    | 5e 15 km (vrije stijl) · 6e 30 km achtervolging · 4x10 km estafette      |
| 2009 | Liberec    | 4e 30 km achtervolging 18e 50 km (vrije stijl)                           |
| 2011 | Oslo       | 20e 15 km (klassieke stijl) 19e 30 km achtervolging 7e 4x10 km estafette |

### Wereldbeker

#### Eindklasseringen
| Seizoen   | Algm   | DI  | SP  | TdS    |
| --------- | ------ | --- | --- | ------ |
| 2003/2004 | 83e    | 57e | -   |        |
| 2004/2005 | 75e    | 48e | -   |        |
| 2005/2006 | 95e    | 64e | -   |        |
| 2006/2007 | Zilver | 6e  | -   | Zilver |
| 2007/2008 | 26e    | 18e | 64e | 20e    |
| 2008/2009 | 11e    | 8e  | 52e | 31e    |
| 2009/2010 | 30e    | 14e | 99e | DNF    |
| 2010/2011 | 5e     | 5e  | 43e | DNF    |

#### Wereldbekerzeges
| Datum            | Plaats  | Onderdeel           |
| ---------------- | ------- | ------------------- |
| 20 januari 2007  | Rybinsk | 30 km achtervolging |
| 8 maart 2009     | Lahti   | 15 km (vrije stijl) |
| 28 november 2010 | Kuusamo | Nordic Opening      |